# یوتا هلدینگ
یوتا هلدینگ (روسی: Йота) شرکت مخابرات روسی است، که در سال ۲۰۰۷ تأسیس شد.